# Pactolinus robusticeps
Pactolinus robusticeps är en skalbaggsart som först beskrevs av Sylvain Auguste de Marseul 1886.  Pactolinus robusticeps ingår i släktet Pactolinus och familjen stumpbaggar. Inga underarter finns listade i Catalogue of Life.